# Моше Дац
Моше Дац (хебр. משה דץ, романизовано Moshe Datz; Хајфа, 6. март 1961) израелски је певач, глумац, композитор и продуцент.

## Биографија
Моше је рођен и одрастао у граду Хајфи, као најстарије дете у породици пољских јеврејских имиграната. Још као дечак наступао је у локалном градском хору, а први јавни наступ имао је на Фестивалу дечијих песама 1972. године. Током слушења војног рока у Војсци Израела наступао је за војнички хор. Године 1985. венчао се, са тада непознатом, Орном Коен, а исте године пар је почео заједно да наступа под уметничким именом Дуо Дац.
Дует је врхунац популарности доживео представљајући Израел на Песми Евровизије 1991. у Риму, са песмом Kan (у преводу Овде) која је такмичење завршила на високом трећем месту са 139 освојених бодова. Група је током тридесетак година постојања објавила више од десет албума.
Након развода са орном 2006. Моше се посветио водитељском послу.